# Ancita paravaricornis
Ancita paravaricornis är en skalbaggsart som beskrevs av Stefan von Breuning 1968. Ancita paravaricornis ingår i släktet Ancita och familjen långhorningar. Inga underarter finns listade i Catalogue of Life.